# Giovanni Battista Raimondo
Giovanni Battista Raimondo (Rocchetta Nervina, 26 aprile 1863 – Firenze, 27 gennaio 1939) è stato un generale italiano, veterano della guerra di Abissinia dove combatté durante l'assedio di Macallè e nella battaglia di Adua. Nel corso della prima guerra mondiale fu comandante del 27º Reggimento fanteria, della Brigata Tortona e successivamente della 70ª Divisione. Decorato con tre medaglie d'argento al valor militare e insignito della croce di commendatore dell'Ordine militare di Savoia.

## Biografia
Nacque a Rocchetta Nervina nel 1863. Arruolatosi nel Regio Esercito, venendo nominato sottotenente del corpo degli alpini nel 1890. Promosso tenente in forza al 29º Reggimento fanteria, venne mandato in Eritrea assegnato al locale Regio corpo truppe coloniali, e una volta lì il generale Oreste Baratieri gli affidò il compito di censire le popolazioni delle terre eritree. Con l'inizio della guerra di Abissinia prese parte dapprima all'assedio di Macallè e poi alla battaglia di Adua. Al termine del conflitto risultava decorato con due Medaglie d'argento al valor militare. 
Promosso colonnello nel 1915, dopo l'entrata in guerra del Regno d'Italia, avvenuta il 24 maggio dello stesso anno, fu comandante del 27º Reggimento fanteria della Brigata Pavia dal 12 agosto al 13 novembre 1915 e dal 14 gennaio 1916 al 15 gennaio 1917. Rimase seriamente ferito sul Monte Sabotino, e per questo fatto fu decorato con una terza Medaglia d'argento al valor militare. Per aver conquistato le trincee nemiche della piana di Lucinico e Vertojba, nel 1916 fu insignito della Croce di Ufficiale dell'Ordine militare di Savoia. Promosso maggiore generale il 3 marzo 1917 assunse il comando della Brigata Tortona (257º e 258º Reggimento fanteria), che mantiene fino al 19 novembre 1917. Assunto il comando della 70ª Divisione, per essersi distinto nella difesa del Montello e nell'organizzazione della difesa del Monte Tomba e del Monfenera fu insignito della Croce di Commendatore dell'Ordine militare di Savoia. Tenente generale, dopo la fine della guerra fu nominato comandante della 13ª Divisione (1919) e poi della 1ª Divisione alpini (1920). Comandante per diversi anni della Divisione militare di Cuneo, fu collocato in posizione di riserva nel 1926, venendo promosso generale di corpo d'armata nel 1928.
Tra marzo e giugno 1930 fu commissario prefettizio nel comune di Cicciano. Nel corso del 1930 fu nominato Podestà di Castellammare di Stabia, mantenendo questo incarico fino al 1934. Si spense a Firenze il 27 gennaio 1939.

## Pubblicazioni
- L'Assedio di Macallè, Tipografia Rebbaglietti, Finalborgo, 1901.

### Annotazioni
1. ↑  Tale divisione era assegnata alla XII Armée francese al comando del generale Jean César Graziani, I Corpo d'armata del generale Donato Etna, ed era formata dalla Brigata Re (1º Reggimento e 2º Reggimento fanteria di linea),  dalla Brigata Territoriale Trapani (144º Reggimento e 149º Reggimento fanteria territoriale) e dal 23º Reggimento artiglieria da campagna.

### Fonti
1. 1 2 3 4 5  Il Corno d'Africa.
2. ↑  Moldedo 1901, p. 116.
3. 1 2  Petillo 2011, p. 155.
4. ↑  Archivio Plaitano.
5. 1 2  Quirinale - Scheda - visto 16 gennaio 2009